# 비휘발성 바이오스 메모리

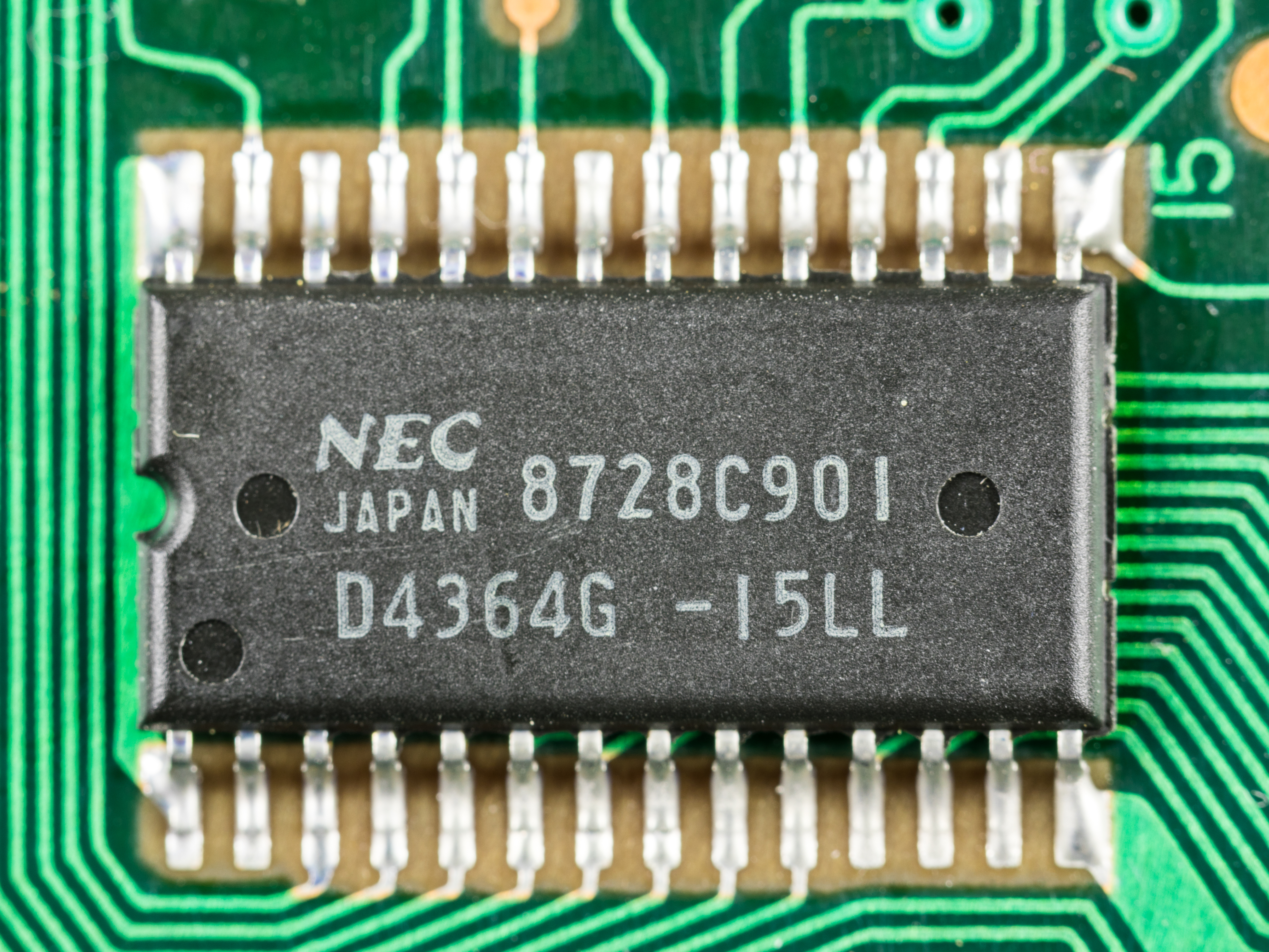
NEC D4364G 8192 x 8 비트 정적 CMOS RAM

비휘발성 바이오스 메모리(Nonvolatile BIOS memory)는 바이오스(BIOS) 설정을 저장하는 데 사용되는 PC 메인보드의 작은 메모리를 의미한다. 시스템 및 대기 전원이 꺼져 있을 때 소형 "CMOS" 배터리로 구동되는 휘발성, 저전력 CMOS(상보성 금속 산화물 반도체) SRAM(예: 모토로라 MC146818 또는 유사)을 사용하기 때문에 전통적으로 CMOS RAM이라고 한다. 시스템의 전원이 꺼진 후에도 CMOS 배터리 덕분에 상태를 유지하기 때문에 이를 비휘발성 메모리 또는 NVRAM이라고 한다.
CMOS RAM과 실시간 시계는 사우스브리지 칩셋의 일부로 통합되어 있으며 최신 메인보드에서는 독립형 칩이 아닐 수도 있다. 결과적으로 사우스브리지는 단일 플랫폼 컨트롤러 허브로 통합되었다.
칩셋 내장 NVRAM 용량은 일반적으로 256바이트이다. 이러한 이유로 이후 BIOS 구현에서는 BIOS 플래시 ROM의 작은 부분을 NVRAM으로 사용하여 설정 데이터를 저장할 수 있다.
오늘날의 UEFI 메인보드는 NVRAM을 사용하여 구성 데이터를 저장하지만(NVRAM은 UEFI 플래시 ROM의 일부임) 많은 OEM 설계에 따라 CMOS 배터리에 오류가 발생하면 UEFI 설정이 여전히 손실된다.